# پل فورث رود
پل فورث رود (انگلیسی: Forth Road Bridge) یک پل معلق بر روی خور فورث، اسکاتلند است.
این پل که در سال ۱۹۶۴ ساخته شده دارای ۲٬۵۱۲ متر طول، ۳۳ متر عرض و ۱۵۶ متر ارتفاع دارد.

## نگارخانه

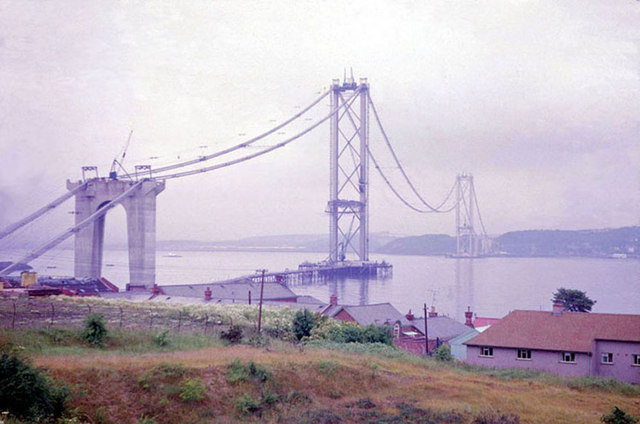
۱۹۶۲
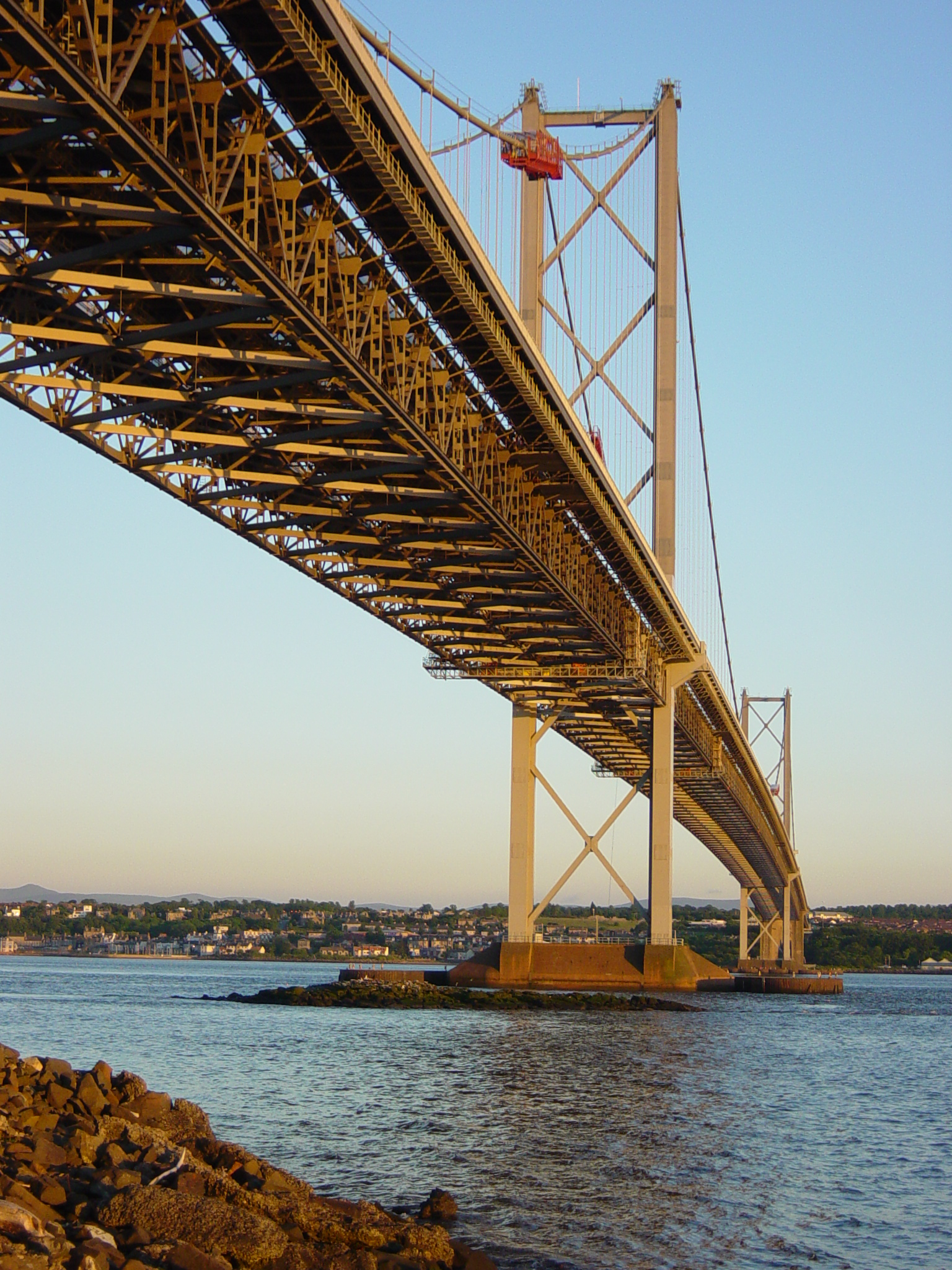
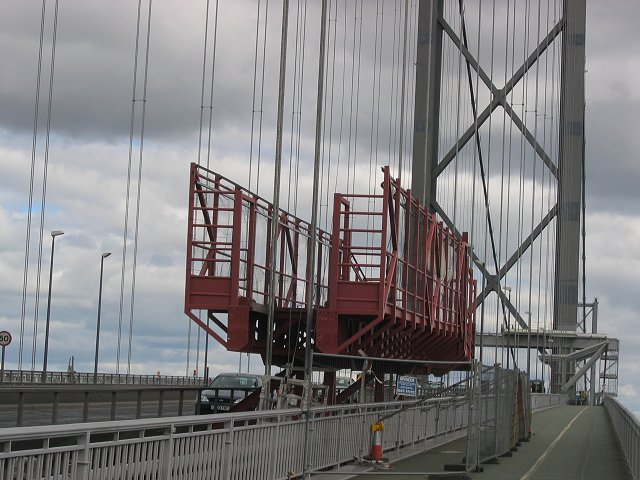
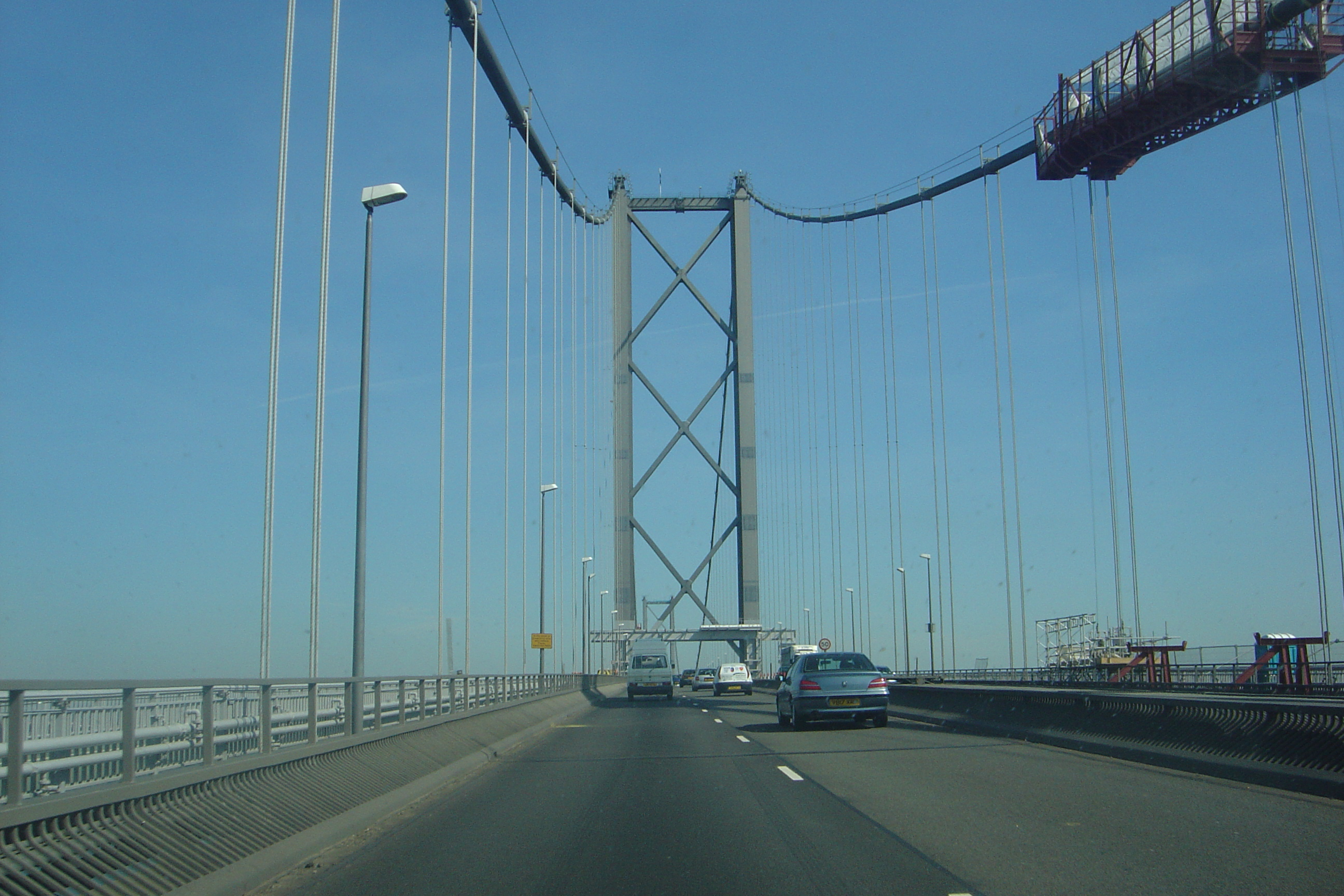